# ليلى رزوق
ليلى رزوق فنانة تشكيلية سورية عالمية لها الكثير من اللوحات والمنحوتات الرائعة التي تركز على الموروث الشعبي السوري بجدارة واقتدار وجماليات أصيل. تأثرت الفنانة بالمدارس الكلاسيكية العالمية - ليوناردو دا فينشي - مايكل آنجلو وقدمت أول معارضها وهي في عمر 13 سنة وتوالت المعارض في سوريا والبلاد العربية والدول الأجنبية ودعيت للعديد من المعارض الدولية.
تقول الفنانة ليلى رزوق ان الالتصاق بالأرض وجمال الريف والطبيعة في ريف محافظة حماة جعلها ترسم لوحاتها من وحي الطبيعة السورية وتصف القرى السورية الجميلة وضوء القمر وترسم بدقة الزي واللباس الفلكلوري الشعبي وممرات القرية السورية الجميلة.
لوحات واعمال الفنانة تتجه إلى توثيق تاريخ وتراث حضاري عميق ويعود إلى آلاف السنين وتركز على المرأة الريفية بجمالها وازيائها التي هي عبارة عن لوحة فنية بحد ذاتها وطبيعتها وبساطتها، وتعبر في لوحاتها عن الريف السوري الجميل والعطاء الطموح المستمر من السهول الزراعية فترسمها بتفاصيلها إلى قمم الجبال فتبين الشموخ وتجسد الفنون والازياء الفلكلورية السورية بتميز واضح وتبدع بمنحوتان ولوحات الآثار السورية عن أثار تدمر - أعمدة افاميا - آثار اوغاريت - ومنحوتات تمثل عدد من الآثار السورية وولوحات رائعة عن المرأة الريفية السورية بأزيائها الرائعة الجميلة والتي هي عبارة عن لوحة بحد ذاتها وعن المراة في السقيلبية - عن مجموعة من النساء بملابس فلكلورية - مختلف الوان الطبيعة في الريف السوري وعن روعة الطبيعة في الجبال السورية وتركز على الأعمال التي توثق للآزياء بشكل خاص.